# Wilbert Coffin
 (avril 2011).
Si vous disposez d'ouvrages ou d'articles de référence ou si vous connaissez des sites web de qualité traitant du thème abordé ici, merci de compléter l'article en donnant les références utiles à sa vérifiabilité et en les liant à la section « Notes et références ».
Wilbert Douglas Coffin était un prospecteur gaspésien né le 23 octobre 1915 à Sandy Beach en Gaspésie.  Ancien combattant de la Seconde Guerre mondiale. Il a été condamné pour le meurtre de trois chasseurs américains et pendu le 10 février 1956 à la suite d'une longue affaire judiciaire qu'on a appelée et qu'on appelle toujours l'Affaire Coffin. De nos jours, de nombreuses personnes défendent encore l'innocence de Coffin. Cette affaire retentissante qui s'est déroulée au Québec contribua beaucoup à faire avancer l'idée de l'abolition de la peine de mort au pays.

## Les faits
Au tout début du mois de juin 1953, Eugène Lindsay, Américain demeurant en Pennsylvanie, avec son fils de 17 ans et un ami de celui-ci quittent leur ville pour aller à la chasse à l'ours dans la région de Gaspé, au Québec. Leur voyage ne doit durer que quelques jours. Leur retour aux États-Unis est prévu pour le 15 juin. Selon les articles de l'époque, on les aperçoit vivants pour la dernière fois le 9 juin à Gaspé même. Ils se dirigent apparemment dans l'immense parc boisé de la Gaspésie, dans les environs de la petite ville minière de Murdochville.
Sans nouvelles du petit groupe de chasseurs, la famille inquiète, alerte les autorités. Un mois plus tard, des chercheurs découvrent les trois corps près de leur camionnette, en plein bois, à 30-40 milles (50-80 kilomètres) de Murdochville. Les soupçons se portent sur un certain Wilbert Coffin, prospecteur de 40 ans.
Au moment de son arrestation, Wilbert Coffin possède une certaine réputation parmi la population locale qui le connaît bien. Il est endetté. D'autre part, on l'avait vu en compagnie du plus jeune des trois Américains quelque temps auparavant dans une station d'essence à Gaspé, où ce dernier achète une pompe pour réparer la camionnette transportant les trois Américains. Il est, semble-t-il, le dernier à les avoir vus vivants. 
Le procès s'ouvre à Percé, le 19 juillet 1954, devant le juge Gérard Lacroix. Wilbert Coffin n'est accusé que du meurtre de Richard Lindsay, car, en vertu du droit pénal canadien, on ne peut réunir dans un seul procès qu'une accusation de meurtre. L'affaire est fort complexe ; sans témoins, l'avocat du poursuivant doit faire porter le gros de son argument sur des preuves circonstancielles.
Si le ministère public a noté un nombre important de circonstances incriminantes, on remarque cependant l'absence de preuve directe. En effet, personne n'a été témoin du meurtre. L'arme du crime n'est pas retrouvée. Coffin racontera à son procès avoir rencontré les trois chasseurs au poste d'essence et les avoir quittés aussitôt pour continuer son travail de prospection. Certains témoins affirmeront avoir vu Coffin dépenser de l'argent américain dans différents établissements commerciaux aux environs de Gaspé. L'accusé lui-même nie toujours avoir commis ces crimes. Malgré cela, après de longues délibérations, Wilbert Coffin est déclaré coupable de meurtre au tribunal de Percé. 
La peine obligatoire en pareille situation est la pendaison. La condamnation est portée en appel jusqu'à la Cour suprême du Canada. La majorité des neuf juges confirment les jugements des cours inférieurs. Wilbert Coffin est de nouveau reconnu coupable et revient à la prison de Bordeaux à Montréal en attendant son exécution. Il demande la permission d'épouser sa conjointe, ce que Maurice Duplessis, le premier ministre du Québec de l'époque, lui refuse. Quelques heures avant de monter sur l'échafaud, il clame une fois de plus son innocence. Il est finalement pendu à Montréal le 10 février 1956. Il avait 40 ans. Son corps fut rendu à sa famille et inhumé au cimetière de Gaspé. 

L'AFFAIRE COFFIN
Le contexte politique de l'époque fait en sorte que des accusations fusent contre Maurice Duplessis, alors Premier Ministre du Québec. On accuse ce dernier de vouloir chercher un coupable à tout prix pour sauver l'industrie touristique de la Gaspésie, dans cette affaire des 3 chasseurs américains tués à une cinquantaine de milles de Gaspé. N'est-il pas derrière le refus de porter la cause en appel ?
Était-il coupable ? Était-il innocent ? Voilà la grande question auquel le peuple québécois tente de répondre depuis plus de 50 ans déjà. Même aujourd'hui, cette affaire suscite toujours un certain intérêt. Devant la controverse, l'Affaire Coffin est probablement l'affaire judiciaire la plus célèbre au Canada. Par ses répercussions dans les médias, son impact politique et ses conséquences sur le système de justice, notamment sa contribution à l'abolition de la peine de mort au Canada.
L'imbroglio autour de ce qu'on appelle l'affaire Coffin s'impose dans ce contexte. D'une part, on a des personnes qui n'ont jamais étudié la preuve dans le détail, qui possèdent un préjugé favorable face à l'accusé et qui sont suspicieuses face au système judiciaire. D'autre part, on a un jury qui a délibéré après avoir entendu la preuve complète, en considérant les lois de l'époque et qui a rendu un verdict unanime de culpabilité. 
Quelques personnes depuis 1956 ont même affirmé avant de mourir être les vrais meurtriers sans apporter de preuve ou de faits véritables. Étaient-ils les vrais coupables ? Ou cherchaient-ils simplement une publicité quelconque ?
Une Commission royale d'enquête sur l'affaire Coffin a été instituée pour éclaircir le tout. La Commission Brossard statue que le procès s'est déroulé dans les normes du droit de l'époque et que l'accusé déclaré coupable reçut un juste procès et une juste sentence. Elle fustige également Jacques Hébert en relevant un lot de faussetés et de visions tronquées de la réalité dans son livre, J’accuse les assassins de Coffin.
Malgré tout, un doute persiste toujours chez certains, car Coffin n'a jamais avoué sa culpabilité et que Jaques Hébert en fit son cheval de bataille, en écrivant quelques livres à ce sujet défendant la thèse que Coffin était non coupable. Il appert que Jacques Hébert en écrivant ses livres n'a jamais étudié dans le détail la preuve soumise au procès de Coffin en plus d'avoir induit en erreurs ses lecteurs.
Roger Brossard écrit dans son rapport de cette commission royale d'enquête :
« Cette affaire n’en fut pas une dont aient pu se réjouir ceux qui par leurs qualités intellectuelles et morales s’efforcent de maintenir les traditions de dignité et de grandeur du Barreau et du journalisme d’information.
Puisse la réalisation du mal qu’elle aura pu causer injustement à des individus lésés dans leur honneur et leur réputation, de l’ombre qu’elle aura fait descendre sur certaines de nos institutions les plus essentielles au maintien de l’ordre public, de l’injure dont elle aura sali le bon nom de cette province, devenir la source de réformes salutaires au seuil de deux grandes professions, celle de la pratique du droit, celle de l’exercice de la liberté d’information, pour que, par delà les lois et les écrits d’hommes faillibles, soit avant tout respectée la Justice. »

## Réexamen de l'affaire
Le 11 octobre 2006, le gouvernement fédéral, après les interventions de la famille Coffin et du député de Gaspésie-Îles-de-la-Madeleine, Raynald Blais (BQ), a annoncé la réouverture du dossier. Un comité de révision des condamnations criminelles va examiner l'affaire pour voir si Wilbert Coffin a été victime d'une erreur judiciaire.
Le 6 février 2007, la Chambre des communes a voté en faveur de la réouverture de l'enquête qui a mené à son exécution. L'examen du dossier de M. Coffin ordonné, en automne 2006, est une première ; aucune demande n'avait jamais été étudiée pour laquelle le condamné est décédé.
Mais un nouvel élément alimentait de nouveau cette affaire récemment. Alors que de nombreux Québécois et Canadiens continuent d’épouser la thèse de l’innocence de Coffin, l’avocat Clément Fortin est venu jeter un pavé dans la mare. En octobre 2007, il publiait aux éditions Wilson Lafleur un docu-roman intitulé L’affaire Coffin, une supercherie ? Cet ouvrage, qui a nécessité deux années de rigoureuses recherches, fait notamment état des 19 jours qu’a duré, en 1954, le procès de Coffin à Percé.
L’objectif de ce livre visait, notamment, à rétablir les faits entourant cette condamnation. L’auteur y affirme « qu’une cause judiciaire repose sur des éléments de preuve et non sur du ouï-dire, et qu’en raison de la preuve circonstancielle présentée au tribunal à l’époque, le jury était justifié de déclarer Coffin coupable du meurtre de trois chasseurs américains ». Me Fortin rappelle également que la commission royale d’enquête (commission Brossard) présidée par le juge Roger Brossard, en 1964, n’a relevé aucun vice de procédures judiciaires. « Le procès de Coffin est authentique, mais l’affaire Coffin est une supercherie, probablement la plus grande de toute l’histoire du Québec », conclut-il.